# Patrice Garande
Patrice Garande (ur. 27 listopada 1960 w Oullins) – francuski trener piłkarski (obecnie SM Caen), wcześniej piłkarz grający na pozycji napastnika, były reprezentant Francji i złoty medalista Letnich IO 1984.

## Kariera klubowa
Pierwsze treningi podjął w amatorskim klubie CASCOL Oullins. W 1975 roku trafił do ówczesnego mistrza kraju, AS Saint-Étienne. W kolejnych sezonach był graczem szwajcarskiego CS Chênois oraz drugoligowego francuskiego US Orléans. Najlepsze lata piłkarskiej kariery spędził z kolei w AJ Auxerre (na Stade l’Abbé-Deschamps grał od 1981 do 1986 roku) oraz wspomnianym już ASSÉ (1987–1989) – w międzyczasie zaliczył jeszcze średnio udany sezon w FC Nantes. W sezonie 1983/1984 Garande zdobył 21 bramek we francuskiej Première Division i, razem z wielkim Delio Onnisem, sięgnął po tytuł króla strzelców tych rozgrywek. Rewelacyjna postawa strzelecka jego i Andrzeja Szarmacha pozwoliła wówczas AJA na wywalczenie 3. miejsca w końcowej tabeli.
Od 1989 do 1995 roku napastnik ten zdobywał bramki dla sześciu różnych drużyn. Jego pracodawcami były ekipy RC Lens (wówczas Division 2), pierwszoligowe Montpellier HSC, Le Havre AC oraz FC Sochaux-Montbéliard, a także FC Bourges (Division 2) i US Orléans (Division d’Honneur).
Rozegrał ogółem 321 spotkań w najwyższej klasie rozgrywkowej we Francji. Zdobył 97 goli.

## Reprezentacja
Z reprezentacją Francji do lat 23 wywalczył złoty medal Igrzysk Olimpijskich 1984. Na turnieju rozgrywanym w Bostonie, Annapolis, Stanford i Pasadenie zagrał w trzech spotkaniach, zdobył jedną bramkę (Les Bleus mierzyli się z Katarem). Pojawił się na boisku w 79. minucie finałowego meczu z Brazylią (2-0).
W dorosłej kadrze wystąpił zaledwie raz – w towarzyskiej potyczce z Irlandią Północną. Kibice zgromadzeni 27 kwietnia 1988 roku na stadionie w Belfaście nie zobaczyli żadnych bramek.

## Kariera trenerska
W latach 1999–2004 opiekował się graczami AS Cherbourg (wprowadził ten zespół do Championnat National). Od 2012 roku jest trenerem SM Caen (początkowo z Franckiem Dumas, następnie samodzielnie). W sezonie 2013/2014 wywalczył z tym zespołem awans do Ligue 1.